# Iononă
Iononele sunt o clasă de compuși organici cu structură similară, fiind cetone nesaturate și ciclice. Se regăsesc în uleiurile volatile, inclusiv în cel de trandafir. Beta-ionona este un compus major al mirosului specific de trandafir și este un ingredient de parfum. Combinația de α- și β-iononă este caracteristică mirosului de violete, fiind utilizată în parfumerie și pentru aromatizare.
Iononele se obțin în urma degradării carotenoidelor. Alfa-carotenul, beta-carotenul, gama-carotenul și β-criptoxantina pot fi metabolizate la β-iononă, având efect de vitamina A prin intermediul conversiei la retinol și retinal. Carotenoidele care nu au nucleu β-iononic nu pot fi convertite la retinol, fiind lipsite de activitatea de vitamină A.

## Structuri chimice

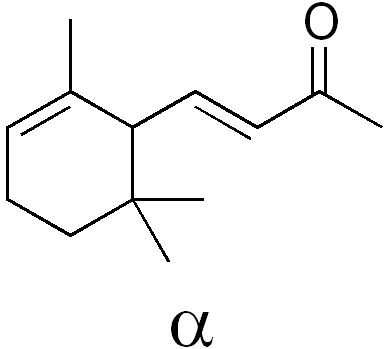
Alfa-ionona
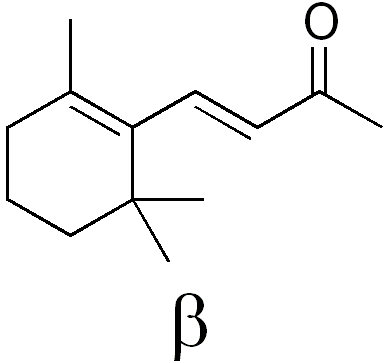
Beta-ionona
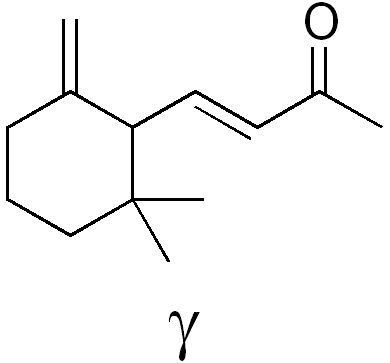
Gama-ionona